# 이클렉틱

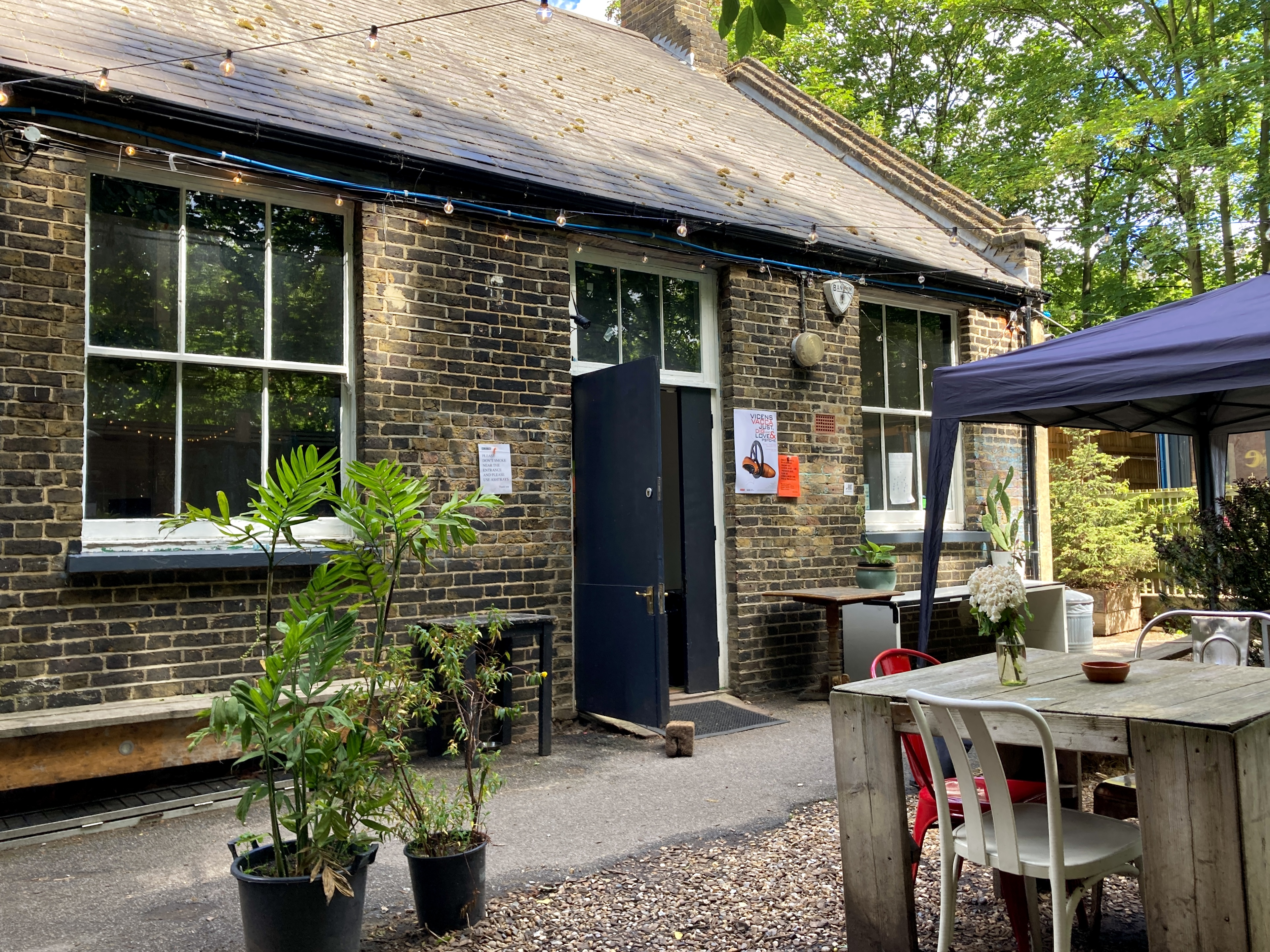
이클렉틱의 입구 모습

이클렉틱(IKLECTIK)은 런던 램버스에 위치한 비영리 창작 단체이자 실험 음악, 전자 음악, 즉흥 음악 연주를 주최한 음악 공연장이었다.

## 역사
2014년 7월에 개장한 이클렉틱은 아치비숍파크 북쪽 경계에 있는 올드 패러다이스 야드 크리에이티브 커뮤니티에 위치해 있었다. 건물은 이전에는 카규 삼예 종 티베트 불교 센터였으며, 그 이전에는 홀리 트리니티 학교였다.
이클렉틱에는 음악 공연, 레지던시, 전시회, 시 낭송, 공연 예술, 영황 상영 및 도서 출간 행사가 열렸다. 필립 젝, 서스턴 무어, 스티브 데이비스, 존 부처, 롤리나, 팻 토머스, 에디 프레보스트, 다니엘 밀러, 가레스 존스, 에마뉘엘 웨커레, 솔라엑스, 푸스 메리, 마크 펠 등 유명한 예술가들이 이클렉틱에서 공연을 주최했다.
2023년 11월, 익클렉틱은 임대 갱신이 거부되고 퇴거 통지를 받았다. 이후 마지막 공연은 2024년 1월 20일에 열렸으며, 그 후에는 새로운 실험 크리에이티브 허브를 위한 크라우드 펀딩을 시작했다.